# Perec
Perec (lat. pretiolas - nagradice ili bracellae - ručice, njem. Brezel) je vrsta slanog peciva od dizanog tijesta.
Prema legendi, osmislili su ga talijanski redovnici početkom 7. st. kao pečeno tijesto u obliku prekriženih ruku tj. redovničkomu molitvenom položaju. Prema nekim tumačenjima, tri rupe na perecu predstavljaju Presveto Trojstvo.
Pereci su u tradiciji Katoličke Crkve još iz vremena prvih stoljeća kršćanstva hrana koja se pripravljala u korizmi jer za njezinu pripremu nisu potrebni maslac, mlijeko, jaja ili sir. Najstariji očuvani prikaz pereca je na rukopisu iz 5. st., koji se čuva u Vatikanskoj knjižnici, pod brojem 3867.
Pereci se tradicijski pripremaju od dizanog tijesta s bijelim brašnom, i tipično su preliveni smjesom brašna, soli i vode. Može ih se naći u mnogim pekarnicama i sajmovima. Već su dugo dio kulinarske tradicije na prostorima Srednje Europe, iako su stekli popularnost po čitavom svijetu.
Osim u svježem obliku, pereci se prodaju i u trgovinama kao dugotrajno pecivo u vrećicama originalnog pakiranja (slani štapići u obliku pereca).